# Bulletin trimestriel de la Société mycologique de France

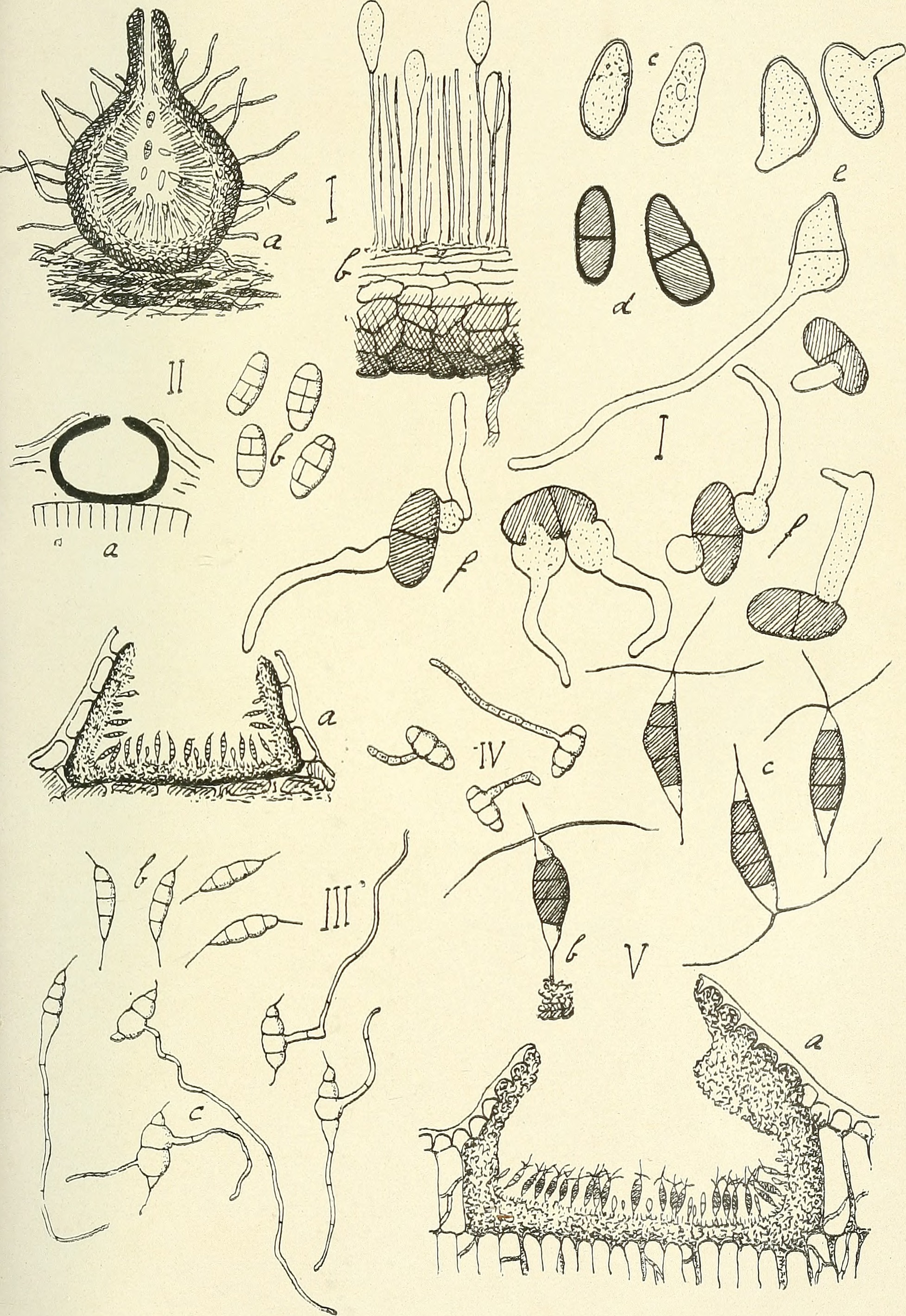
Jedna z ilustracji czasopisma

Bulletin trimestriel de la Société mycologique de France (w piśmiennictwie naukowym cytowane jako Bull. trimest. Soc. mycol. Fr.) – czasopismo naukowe (kwartalnik) wydawane przez Francuskie Towarzystwo Mykologiczne (Société mycologique de France) w latach 1924–1999. Publikowane w nim były artykuły z różnych dziedzin mykologii. Artykuły napisane są w języku francuskim, ich streszczenia w języku angielskim i francuskim
Czasopismo Bulletin trimestriel de la Société mycologique de France jest kontynuatorem wcześniej wydawanego czasopisma Société mycologique de France. Po 1999 roku kontynuatorem jest czasopismo Bulletin de la Société mycologique de France.
Prawa autorskie do artykułów i ilustracji już wygasły. Wszystkie numery czasopisma zostały zdigitalizowane i są dostępne w internecie. Opracowano 5 istniejących w internecie skorowidzów umożliwiających odszukanie artykułu:
- Title – na podstawie tytułu
- Author – na podstawie nazwiska autora
- Date – według daty
- Collection – według grupy zagadnień
- Contributor – według instytucji współpracujących

Istnieje też skorowidz alfabetyczny obejmujący wszystkie te grupy zagadnień.